# Perú en la Copa Mundial de Fútbol de 1978
La selección de Perú fue uno de los 16 equipos participantes en la Copa Mundial de Fútbol de 1978. torneo que se llevó a cabo del 1 al 25 de junio en Argentina.
Fue la tercera participación de Perú, que formó parte del Grupo 4, junto a Escocia, Irán y Países Bajos.
Tras la amarga eliminación de la anterior edición, la Selección Peruana volvía a las justas mundialistas por la puerta grande conservando algunos jugadores de la Copa del mundo anterior y otros nuevos que se le unieron.
La clasificación esta vez tuvo dos fases, en la primera instalados en el Grupo 3 con Chile y Ecuador, el Perú clasificó invicto ganando 2 y empatando 2.
Luego vendría la Ronda Final con los ganadores de los otros grupos Brasil (Grupo 1) y Bolivia (Grupo 2), partidos jugados en Santiago de Cali (Colombia) en donde cayó ante Brasil y goleó a Bolivia, clasificando finalmente a lo que sería su tercera participación.
Tan solo se jugó 4 amistosos, entre los meses de abril y mayo contra las selecciones de Bulgaria, México, China y Brasil; teniendo un saldo de 2 partidos ganados, una derrota y un empate.

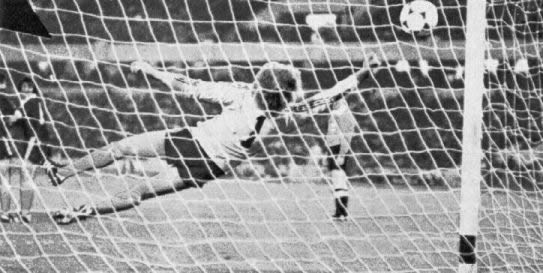
Gol de Teófilo Cubillas contra.

Este mundial la Selección Peruana tuvo el altibajo más marcado de su historia en mundiales; clasificando invicta y primera en la fase de grupos y siendo derrotada en los tres partidos de la segunda fase, el último por una goleada.

## Clasificatorias de la Conmebol

### Grupo 3
| Equipo  | Pts | PJ | PG | PE | PP | GF | GC | Dif |
| ------- | --- | -- | -- | -- | -- | -- | -- | --- |
| Perú    | 6   | 4  | 2  | 2  | 0  | 8  | 2  | 6   |
| Chile   | 5   | 4  | 2  | 1  | 1  | 5  | 3  | 2   |
| Ecuador | 1   | 4  | 0  | 1  | 3  | 1  | 9  | -8  |

| Fecha                 | Lugar             | Partido | Partido | Partido | Partido | Partido |
| --------------------- | ----------------- | ------- | ------- | ------- | ------- | ------- |
| 20 de febrero de 1977 | Quito             | Ecuador |         | 1:1     |         | Perú    |
| 27 de febrero de 1977 | Guayaquil         | Ecuador |         | 0:1     |         | Chile   |
| 6 de marzo de 1977    | Santiago de Chile | Chile   |         | 1:1     |         | Perú    |
| 12 de marzo de 1977   | Lima              | Perú    |         | 4:0     |         | Ecuador |
| 20 de marzo de 1977   | Santiago de Chile | Chile   |         | 3:0     |         | Ecuador |
| 26 de marzo de 1977   | Lima              | Perú    |         | 2:0     |         | Chile   |

Perú pasaría a la ronda final.

### Ronda final
| Equipo  | Pts | PJ | PG | PE | PP | GF | GC | Dif |
| ------- | --- | -- | -- | -- | -- | -- | -- | --- |
| Brasil  | 4   | 2  | 2  | 0  | 0  | 9  | 0  | 9   |
| Perú    | 2   | 2  | 1  | 0  | 1  | 5  | 1  | 4   |
| Bolivia | 0   | 2  | 0  | 0  | 2  | 0  | 13 | -13 |

| Fecha               | Lugar                       | Partido | Partido | Partido | Partido | Partido |
| ------------------- | --------------------------- | ------- | ------- | ------- | ------- | ------- |
| 10 de julio de 1977 | Santiago de Cali (Colombia) | Brasil  |         | 1:0     |         | Perú    |
| 14 de julio de 1977 | Santiago de Cali (Colombia) | Brasil  |         | 8:0     |         | Bolivia |
| 17 de julio de 1977 | Santiago de Cali (Colombia) | Perú    |         | 5:0     |         | Bolivia |

Brasil y Perú se clasificarían para el mundial; Bolivia pasaría a la repesca intercontinental (repechaje).

## Jugadores
- Situación previa al inicio del torneo.[1]

| #     | Nombre                 | Posición  | Club                        |
| ----- | ---------------------- | --------- | --------------------------- |
| 1     | Ottorino Sartor †      | Portero   | Colegio Nacional de Iquitos |
| 2     | Jaime Duarte           | Defensa   | Alianza Lima                |
| 3     | Rodulfo Manzo          | Defensa   | Deportivo Municipal         |
| 4     | Héctor Chumpitaz       | Defensa   | Sporting Cristal            |
| 5     | Rubén Díaz             | Defensa   | Sporting Cristal            |
| 6     | José Velásquez         | Volante   | Alianza Lima                |
| 7     | Juan José Muñante †    | Delantero | Pumas UNAM                  |
| 8     | Cesar Cueto            | Volante   | Alianza Lima                |
| 9     | Percy Rojas            | Volante   | Sporting Cristal            |
| 10    | Teófilo Cubillas       | Volante   | Oporto                      |
| 11    | Juan Carlos Oblitas    | Delantero | Sporting Cristal            |
| 12    | Juan Cáceres           | Portero   | Alianza Lima                |
| 13    | Roberto Mosquera       | Delantero | Sporting Cristal            |
| 14    | José Navarro           | Defensa   | Sporting Cristal            |
| 15    | Germán Leguía          | Defensa   | RCD Espanyol                |
| 16    | Raúl Gorriti †         | Volante   | Sporting Cristal            |
| 17    | Alfredo Quesada        | Volante   | Sporting Cristal            |
| 18    | Ernesto Labarthe       | Delantero | Sport Boys                  |
| 19    | Guillermo La Rosa      | Delantero | Alianza Lima                |
| 20    | Hugo Sotil             | Delantero | Alianza Lima                |
| 21    | Ramón Quiroga          | Portero   | Sporting Cristal            |
| 22    | Roberto Rojas †        | Defensa   | Alianza Lima                |
| D. T. | Marcos Calderón † Perú |           |                             |

- = Capitán

## Alineación
Esta es una de las alineaciones de la Selección de fútbol en la Copa Mundial de Fútbol de 1978, usando como sistema táctico el 4-3-3, con dos punteros abiertos por las bandas y dos volantes ofensivos (un ocho y un diez).
Entre los jugadores más destacados se encontraban: César Cueto, Héctor Chumpitaz, Teófilo Cubillas, Juan Carlos Oblitas, José Velásquez, Juan José Muñante y Ramón Quiroga. Se destacan también, Hugo Sotil, ex delantero del FC Barcelona, Percy Rojas que podía jugar de volante o delantero, Alfredo Quesada, así como, Germán Leguía, por entonces jugando de zaguero, años después se cambiaría a volante.

## Participación

### Grupo 4
| Equipo       | Pts | PJ | PG | PE | PP | GF | GC | Dif |
| ------------ | --- | -- | -- | -- | -- | -- | -- | --- |
| Perú         | 5   | 3  | 2  | 1  | 0  | 7  | 2  | 5   |
| Países Bajos | 3   | 3  | 1  | 1  | 1  | 5  | 3  | 2   |
| Escocia      | 3   | 3  | 1  | 1  | 1  | 5  | 6  | -1  |
| Irán         | 1   | 3  | 0  | 1  | 2  | 2  | 8  | -2  |

#### Perú vs Escocia
| 3 de junio de 1978 | Perú                         | 3:1 (1:1) | Escocia    | Est. Olímpico de Córdoba, Córdoba                                 |                                                                   |
|                    | Cueto 43' · Cubillas 71' 77' | Reporte   | Jordan 14' | Asistencia: 37.927 espectadores Árbitro(s): Ulf Eriksson (Suecia) | Asistencia: 37.927 espectadores Árbitro(s): Ulf Eriksson (Suecia) |

| 21         | Guardameta     | Ramón Quiroga       |     |
| 2          | Defensa        | Jaime Duarte        |     |
| 3          | Defensa        | Rodulfo Manzo       |     |
| 4          | Defensa        | Héctor Chumpitaz    |     |
| 5          | Defensa        | Rubén Díaz          |     |
| 6          | Centrocampista | José Velásquez      |     |
| 8          | Centrocampista | César Cueto         | 82' |
| 10         | Centrocampista | Teófilo Cubillas    |     |
| 7          | Delantero      | Juan Muñante        |     |
| 19         | Delantero      | Guillermo La Rosa   | 62' |
| 11         | Delantero      | Juan Carlos Oblitas |     |
| Entrenador | Entrenador     | Marcos Calderón     |     |

| 1          | Guardameta     | Alan Rough      |     |
| 13         | Defensa        | Stuart Kennedy  |     |
| 4          | Defensa        | Martin Buchan   |     |
| 22         | Defensa        | Kenny Burns     |     |
| 14         | Defensa        | Tom Forsyth     |     |
| 6          | Centrocampista | Bruce Rioch     | 70' |
| 7          | Centrocampista | Don Masson      | 70' |
| 10         | Centrocampista | Asa Hartford    |     |
| 8          | Delantero      | Kenny Dalglish  |     |
| 9          | Delantero      | Joe Jordan      |     |
| 11         | Delantero      | Willie Johnston |     |
| Entrenador | Entrenador     | Ally MacLeod    |     |

| 21 | Centrocampista | Percy Rojas | 82' |
| 8  | Centrocampista | Hugo Sotil  | 62' |

| 16 | Centrocampista | Lou Macari     | 70' |
| 15 | Centrocampista | Archie Gemmill | 70' |

| Anotado | 43' | César Cueto      | 1–1 |
| Anotado | 72' | Teófilo Cubillas | 2–1 |
| Anotado | 77' | Teófilo Cubillas | 3–1 |

| Anotado | 14' | Joe Jordan | 0–1 |

| Árbitro             | Ulf Eriksson          |
| Árbitros asistentes | Tesfaye Gebreyesus    |
| Árbitros asistentes | Ángel Franco Martínez |

| 21         | Guardameta     | Ramón Quiroga       |     |
| 2          | Defensa        | Jaime Duarte        |     |
| 3          | Defensa        | Rodulfo Manzo       |     |
| 4          | Defensa        | Héctor Chumpitaz    |     |
| 5          | Defensa        | Rubén Díaz          |     |
| 6          | Centrocampista | José Velásquez      |     |
| 8          | Centrocampista | César Cueto         | 82' |
| 10         | Centrocampista | Teófilo Cubillas    |     |
| 7          | Delantero      | Juan Muñante        |     |
| 19         | Delantero      | Guillermo La Rosa   | 62' |
| 11         | Delantero      | Juan Carlos Oblitas |     |
| Entrenador | Entrenador     | Marcos Calderón     |     |

| 1          | Guardameta     | Alan Rough      |     |
| 13         | Defensa        | Stuart Kennedy  |     |
| 4          | Defensa        | Martin Buchan   |     |
| 22         | Defensa        | Kenny Burns     |     |
| 14         | Defensa        | Tom Forsyth     |     |
| 6          | Centrocampista | Bruce Rioch     | 70' |
| 7          | Centrocampista | Don Masson      | 70' |
| 10         | Centrocampista | Asa Hartford    |     |
| 8          | Delantero      | Kenny Dalglish  |     |
| 9          | Delantero      | Joe Jordan      |     |
| 11         | Delantero      | Willie Johnston |     |
| Entrenador | Entrenador     | Ally MacLeod    |     |

| 21 | Centrocampista | Percy Rojas | 82' |
| 8  | Centrocampista | Hugo Sotil  | 62' |

| 16 | Centrocampista | Lou Macari     | 70' |
| 15 | Centrocampista | Archie Gemmill | 70' |

| Anotado | 43' | César Cueto      | 1–1 |
| Anotado | 72' | Teófilo Cubillas | 2–1 |
| Anotado | 77' | Teófilo Cubillas | 3–1 |

| Anotado | 14' | Joe Jordan | 0–1 |

| Árbitro             | Ulf Eriksson          |
| Árbitros asistentes | Tesfaye Gebreyesus    |
| Árbitros asistentes | Ángel Franco Martínez |

#### Perú vs Países Bajos
| 7 de junio de 1978 | Países Bajos | 0:0     | Perú | Est. Ciudad de Mendoza, Mendoza                                              |                                                                              |
|                    |              | Reporte |      | Asistencia: 28.125 espectadores Árbitro(s): Adolf Prokop (Alemania Oriental) | Asistencia: 28.125 espectadores Árbitro(s): Adolf Prokop (Alemania Oriental) |

| 8          | Guardameta     | Jan Jongbloed        |     |
| 20         | Defensa        | Wim Suurbier         |     |
| 5          | Defensa        | Ruud Krol            |     |
| 17         | Defensa        | Wim Rijsbergen       |     |
| 2          | Defensa        | Jan Poortvliet       |     |
| 6          | Centrocampista | Wim Jansen           |     |
| 9          | Centrocampista | Arie Haan            |     |
| 11         | Centrocampista | Willy van de Kerkhof |     |
| 13         | Centrocampista | Johan Neeskens       | 69' |
| 10         | Delantero      | René van de Kerkhof  | 45' |
| 12         | Delantero      | Rob Rensenbrink      |     |
| Entrenador | Entrenador     | Ernst Happel         |     |

| 21         | Guardameta     | Ramón Quiroga       |     |
| 2          | Defensa        | Jaime Duarte        |     |
| 3          | Defensa        | Rodulfo Manzo       |     |
| 4          | Defensa        | Héctor Chumpitaz    |     |
| 5          | Defensa        | Rubén Díaz          |     |
| 6          | Centrocampista | José Velásquez      |     |
| 8          | Centrocampista | César Cueto         |     |
| 10         | Centrocampista | Teofilo Cubillas    |     |
| 7          | Delantero      | Juan Muñante        |     |
| 19         | Delantero      | Guillermo La Rosa   | 62' |
| 11         | Delantero      | Juan Carlos Oblitas |     |
| Entrenador | Entrenador     | Marcos Calderón     |     |

| 18 | Delantero      | Dick Nanninga | 69' |
| 13 | Centrocampista | Johnny Rep    | 45' |

| 20 | Centrocampista | Hugo Sotil | 62' |

| Árbitro             | Adolf Prokop            |
| Árbitros asistentes | Norberto Ángel Coerezza |
| Árbitros asistentes | Anatoly Ivanov          |

| 8          | Guardameta     | Jan Jongbloed        |     |
| 20         | Defensa        | Wim Suurbier         |     |
| 5          | Defensa        | Ruud Krol            |     |
| 17         | Defensa        | Wim Rijsbergen       |     |
| 2          | Defensa        | Jan Poortvliet       |     |
| 6          | Centrocampista | Wim Jansen           |     |
| 9          | Centrocampista | Arie Haan            |     |
| 11         | Centrocampista | Willy van de Kerkhof |     |
| 13         | Centrocampista | Johan Neeskens       | 69' |
| 10         | Delantero      | René van de Kerkhof  | 45' |
| 12         | Delantero      | Rob Rensenbrink      |     |
| Entrenador | Entrenador     | Ernst Happel         |     |

| 21         | Guardameta     | Ramón Quiroga       |     |
| 2          | Defensa        | Jaime Duarte        |     |
| 3          | Defensa        | Rodulfo Manzo       |     |
| 4          | Defensa        | Héctor Chumpitaz    |     |
| 5          | Defensa        | Rubén Díaz          |     |
| 6          | Centrocampista | José Velásquez      |     |
| 8          | Centrocampista | César Cueto         |     |
| 10         | Centrocampista | Teofilo Cubillas    |     |
| 7          | Delantero      | Juan Muñante        |     |
| 19         | Delantero      | Guillermo La Rosa   | 62' |
| 11         | Delantero      | Juan Carlos Oblitas |     |
| Entrenador | Entrenador     | Marcos Calderón     |     |

| 18 | Delantero      | Dick Nanninga | 69' |
| 13 | Centrocampista | Johnny Rep    | 45' |

| 20 | Centrocampista | Hugo Sotil | 62' |

| Árbitro             | Adolf Prokop            |
| Árbitros asistentes | Norberto Ángel Coerezza |
| Árbitros asistentes | Anatoly Ivanov          |

#### Perú vs Irán
| 11 de junio de 1978 | Perú                                                | 4:1 (3:1) | Irán        | Est. Olímpico de Córdoba, Córdoba                                   |                                                                     |
|                     | Velásquez 2' · Cubillas 36' (pen.), 39' (pen.), 79' | Reporte   | Rowshan 41' | Asistencia: 21.262 espectadores Árbitro(s): Alojzy Jarguz (Polonia) | Asistencia: 21.262 espectadores Árbitro(s): Alojzy Jarguz (Polonia) |

| 21         | Guardameta     | Ramón Quiroga       |     |
| 2          | Defensa        | Jaime Duarte        |     |
| 3          | Defensa        | Rodulfo Manzo       | 67' |
| 4          | Defensa        | Héctor Chumpitaz    |     |
| 5          | Defensa        | Rubén Díaz          |     |
| 6          | Centrocampista | José Velásquez      |     |
| 8          | Centrocampista | César Cueto         |     |
| 10         | Centrocampista | Teófilo Cubillas    |     |
| 7          | Delantero      | Juan Muñante        |     |
| 19         | Delantero      | Guillermo La Rosa   | 60' |
| 11         | Delantero      | Juan Carlos Oblitas |     |
| Entrenador | Entrenador     | Marcos Calderón     |     |

| 1          | Guardameta     | Nasser Hejazi       |     |
| 5          | Defensa        | Jawad Allahwardi    |     |
| 14         | Defensa        | Hassan Nazari       |     |
| 21         | Defensa        | Hussein Kazerani    |     |
| 2          | Centrocampista | Iraj Danayfar       |     |
| 7          | Centrocampista | Ali Parwin          |     |
| 8          | Centrocampista | Ebrahim Kassempoor  |     |
| 9          | Centrocampista | Mohammad Sadeqi     |     |
| 10         | Delantero      | Hassan Rowshan      | 66' |
| 18         | Delantero      | Hussein Faraki      | 51' |
| 20         | Delantero      | Nasrollah Abdollahi |     |
| Entrenador | Entrenador     | Heshmat Mohadjerani |     |

| 15 | Delantero      | Germán Leguia | 67' |
| 8  | Centrocampista | Hugo Sotil    | 60' |

| 3  | Centrocampista | Behtash Fariba | 66' |
| 17 | Centrocampista | Ghafoor Jahani | 51' |

| Anotado         | 2'  | José Velásquez   | 1–0 |
| Anotado · Penal | 36' | Teófilo Cubillas | 2–0 |
| Anotado · Penal | 39' | Teófilo Cubillas | 3–0 |
| Anotado         | 79' | Teófilo Cubillas | 4–1 |

| Anotado | 41' | Hassan Rowshan | 3–1 |

| Árbitro             | Alojzy Jarguz    |
| Árbitros asistentes | Dusan Maksimovic |
| Árbitros asistentes | Werner Winsemann |

| 21         | Guardameta     | Ramón Quiroga       |     |
| 2          | Defensa        | Jaime Duarte        |     |
| 3          | Defensa        | Rodulfo Manzo       | 67' |
| 4          | Defensa        | Héctor Chumpitaz    |     |
| 5          | Defensa        | Rubén Díaz          |     |
| 6          | Centrocampista | José Velásquez      |     |
| 8          | Centrocampista | César Cueto         |     |
| 10         | Centrocampista | Teófilo Cubillas    |     |
| 7          | Delantero      | Juan Muñante        |     |
| 19         | Delantero      | Guillermo La Rosa   | 60' |
| 11         | Delantero      | Juan Carlos Oblitas |     |
| Entrenador | Entrenador     | Marcos Calderón     |     |

| 1          | Guardameta     | Nasser Hejazi       |     |
| 5          | Defensa        | Jawad Allahwardi    |     |
| 14         | Defensa        | Hassan Nazari       |     |
| 21         | Defensa        | Hussein Kazerani    |     |
| 2          | Centrocampista | Iraj Danayfar       |     |
| 7          | Centrocampista | Ali Parwin          |     |
| 8          | Centrocampista | Ebrahim Kassempoor  |     |
| 9          | Centrocampista | Mohammad Sadeqi     |     |
| 10         | Delantero      | Hassan Rowshan      | 66' |
| 18         | Delantero      | Hussein Faraki      | 51' |
| 20         | Delantero      | Nasrollah Abdollahi |     |
| Entrenador | Entrenador     | Heshmat Mohadjerani |     |

| 15 | Delantero      | Germán Leguia | 67' |
| 8  | Centrocampista | Hugo Sotil    | 60' |

| 3  | Centrocampista | Behtash Fariba | 66' |
| 17 | Centrocampista | Ghafoor Jahani | 51' |

| Anotado         | 2'  | José Velásquez   | 1–0 |
| Anotado · Penal | 36' | Teófilo Cubillas | 2–0 |
| Anotado · Penal | 39' | Teófilo Cubillas | 3–0 |
| Anotado         | 79' | Teófilo Cubillas | 4–1 |

| Anotado | 41' | Hassan Rowshan | 3–1 |

| Árbitro             | Alojzy Jarguz    |
| Árbitros asistentes | Dusan Maksimovic |
| Árbitros asistentes | Werner Winsemann |

- Clasificados para la siguiente fase Países Bajos y Perú.

### Segunda fase / Grupo B
| Equipo    | Pts | PJ | PG | PE | PP | GF | GC | Dif |
| --------- | --- | -- | -- | -- | -- | -- | -- | --- |
| Argentina | 5   | 3  | 2  | 1  | 0  | 8  | 0  | 8   |
| Brasil    | 5   | 3  | 2  | 1  | 0  | 6  | 1  | 5   |
| Polonia   | 2   | 3  | 1  | 0  | 2  | 2  | 5  | -3  |
| Perú      | 0   | 3  | 0  | 0  | 3  | 0  | 10 | -10 |

#### Brasil vs Perú
| 14 de junio de 1978 | Brasil                           | 3:0 (2:0) | Perú | Est. Ciudad de Mendoza, Mendoza                                      |                                                                      |
|                     | Dirceu 15' 28' · Zico 73' (pen.) | Reporte   |      | Asistencia: 31.278 espectadores Árbitro(s): Nicolae Rainea (Rumania) | Asistencia: 31.278 espectadores Árbitro(s): Nicolae Rainea (Rumania) |

| 1          | Guardameta     | Leão             |     |
| 2          | Defensa        | Toninho          | 46' |
| 3          | Defensa        | Oscar            |     |
| 4          | Defensa        | Amaral           |     |
| 16         | Defensa        | Rodrigues Neto   |     |
| 17         | Centrocampista | Batista          |     |
| 5          | Centrocampista | Toninho Cerezo   | 76' |
| 19         | Centrocampista | Jorge Mendonça   |     |
| 18         | Delantero      | Gil              | 70' |
| 20         | Delantero      | Roberto Dinamite |     |
| 11         | Delantero      | Dirceu           |     |
| Entrenador | Entrenador     | Cláudio Coutinho |     |

| 1          | Guardameta     | Ramón Quiroga       |     |
| 2          | Defensa        | Jaime Duarte        |     |
| 3          | Defensa        | Rodulfo Manzo       |     |
| 4          | Defensa        | Héctor Chumpitaz    |     |
| 5          | Defensa        | Rubén Díaz          | 11' |
| 6          | Centrocampista | Jose Velásquez      |     |
| 8          | Centrocampista | César Cueto         |     |
| 10         | Centrocampista | Teofilo Cubillas    |     |
| 7          | Delantero      | Juan Muñante        |     |
| 19         | Delantero      | Guillermo La Rosa   |     |
| 11         | Delantero      | Juan Carlos Oblitas | 46' |
| Entrenador | Entrenador     | Didí                |     |

| 21 | Delantero      | Chicão | 76' |
| 8  | Centrocampista | Zico   | 70' |

| 9  | Centrocampista | Percy Rojas  | 46' |
| 14 | Defensa        | José Navarro | 11' |

| Anotado         | 15' | Dirceu | 1–0 |
| Anotado         | 28' | Dirceu | 2–0 |
| Anotado · Penal | 73' | Zico   | 3–0 |

| Árbitro | Nicolae Rainea |

| 1          | Guardameta     | Leão             |     |
| 2          | Defensa        | Toninho          | 46' |
| 3          | Defensa        | Oscar            |     |
| 4          | Defensa        | Amaral           |     |
| 16         | Defensa        | Rodrigues Neto   |     |
| 17         | Centrocampista | Batista          |     |
| 5          | Centrocampista | Toninho Cerezo   | 76' |
| 19         | Centrocampista | Jorge Mendonça   |     |
| 18         | Delantero      | Gil              | 70' |
| 20         | Delantero      | Roberto Dinamite |     |
| 11         | Delantero      | Dirceu           |     |
| Entrenador | Entrenador     | Cláudio Coutinho |     |

| 1          | Guardameta     | Ramón Quiroga       |     |
| 2          | Defensa        | Jaime Duarte        |     |
| 3          | Defensa        | Rodulfo Manzo       |     |
| 4          | Defensa        | Héctor Chumpitaz    |     |
| 5          | Defensa        | Rubén Díaz          | 11' |
| 6          | Centrocampista | Jose Velásquez      |     |
| 8          | Centrocampista | César Cueto         |     |
| 10         | Centrocampista | Teofilo Cubillas    |     |
| 7          | Delantero      | Juan Muñante        |     |
| 19         | Delantero      | Guillermo La Rosa   |     |
| 11         | Delantero      | Juan Carlos Oblitas | 46' |
| Entrenador | Entrenador     | Didí                |     |

| 21 | Delantero      | Chicão | 76' |
| 8  | Centrocampista | Zico   | 70' |

| 9  | Centrocampista | Percy Rojas  | 46' |
| 14 | Defensa        | José Navarro | 11' |

| Anotado         | 15' | Dirceu | 1–0 |
| Anotado         | 28' | Dirceu | 2–0 |
| Anotado · Penal | 73' | Zico   | 3–0 |

| Árbitro | Nicolae Rainea |

#### Polonia vs Perú
| 18 de junio de 1978 | Polonia      | 1:0 (0:0) | Perú | Est. Ciudad de Mendoza, Mendoza                                            |                                                                            |
|                     | Szarmach 65' | Reporte   |      | Asistencia: 35.288 espectadores Árbitro(s): Patrick Partridge (Inglaterra) | Asistencia: 35.288 espectadores Árbitro(s): Patrick Partridge (Inglaterra) |

| 21         | Guardameta     | Zygmunt Kukla      |     |
| 4          | Defensa        | Antoni Szymanowski |     |
| 6          | Defensa        | Jerzy Gorgoń       |     |
| 9          | Defensa        | Władysław Żmuda    |     |
| 3          | Defensa        | Henryk Maculewicz  |     |
| 5          | Centrocampista | Adam Nawałka       | 76' |
| 11         | Centrocampista | Bohdan Masztaler   |     |
| 12         | Centrocampista | Kazimierz Deyna    |     |
| 18         | Delantero      | Zbigniew Boniek    | 86' |
| 16         | Delantero      | Grzegorz Lato      |     |
| 17         | Delantero      | Andrzej Szarmach   |     |
| Entrenador | Entrenador     | Jacek Gmoch        |     |

| 21         | Guardameta     | Ramón Quiroga       |     |
| 2          | Defensa        | Jaime Duarte        |     |
| 3          | Defensa        | Rodulfo Manzo       |     |
| 4          | Defensa        | Héctor Chumpitaz    |     |
| 14         | Defensa        | José Navarro        |     |
| 17         | Centrocampista | Alfredo Quesada     |     |
| 8          | Centrocampista | César Cueto         |     |
| 10         | Centrocampista | Teófilo Cubillas    |     |
| 7          | Delantero      | Juan Muñante        | 46' |
| 19         | Delantero      | Guillermo La Rosa   | 74' |
| 11         | Delantero      | Juan Carlos Oblitas |     |
| Entrenador | Entrenador     | Marcos Calderón     |     |

| 19 | Delantero      | Wlodek Lubánski   | 86' |
| 8  | Centrocampista | Henryk Kasperczak | 46' |

| 20 | Centrocampista | Hugo Sotil  | 74' |
| 9  | Centrocampista | Percy Rojas | 46' |

| Anotado | 65' | Szarmach | 1–0 |

| Árbitro | Patrick Partridge |

| 21         | Guardameta     | Zygmunt Kukla      |     |
| 4          | Defensa        | Antoni Szymanowski |     |
| 6          | Defensa        | Jerzy Gorgoń       |     |
| 9          | Defensa        | Władysław Żmuda    |     |
| 3          | Defensa        | Henryk Maculewicz  |     |
| 5          | Centrocampista | Adam Nawałka       | 76' |
| 11         | Centrocampista | Bohdan Masztaler   |     |
| 12         | Centrocampista | Kazimierz Deyna    |     |
| 18         | Delantero      | Zbigniew Boniek    | 86' |
| 16         | Delantero      | Grzegorz Lato      |     |
| 17         | Delantero      | Andrzej Szarmach   |     |
| Entrenador | Entrenador     | Jacek Gmoch        |     |

| 21         | Guardameta     | Ramón Quiroga       |     |
| 2          | Defensa        | Jaime Duarte        |     |
| 3          | Defensa        | Rodulfo Manzo       |     |
| 4          | Defensa        | Héctor Chumpitaz    |     |
| 14         | Defensa        | José Navarro        |     |
| 17         | Centrocampista | Alfredo Quesada     |     |
| 8          | Centrocampista | César Cueto         |     |
| 10         | Centrocampista | Teófilo Cubillas    |     |
| 7          | Delantero      | Juan Muñante        | 46' |
| 19         | Delantero      | Guillermo La Rosa   | 74' |
| 11         | Delantero      | Juan Carlos Oblitas |     |
| Entrenador | Entrenador     | Marcos Calderón     |     |

| 19 | Delantero      | Wlodek Lubánski   | 86' |
| 8  | Centrocampista | Henryk Kasperczak | 46' |

| 20 | Centrocampista | Hugo Sotil  | 74' |
| 9  | Centrocampista | Percy Rojas | 46' |

| Anotado | 65' | Szarmach | 1–0 |

| Árbitro | Patrick Partridge |

#### Argentina vs Perú
| 21 de junio de 1978 | Argentina                                                     | 6:0 (2:0) | Perú | Est. Lisandro de la Torre, Rosario                                 |                                                                    |
|                     | Kempes 21' 48' · Tarantini 43' · Luque 50' 72' · Houseman 67' | Reporte   |      | Asistencia: 37.315 espectadores Árbitro(s): Robert Wurtz (Francia) | Asistencia: 37.315 espectadores Árbitro(s): Robert Wurtz (Francia) |

| 5          | Guardameta     | Ubaldo Fillol       |     |
| 15         | Defensa        | Jorge Olguín        |     |
| 7          | Defensa        | Luis Galván         |     |
| 19         | Defensa        | Daniel Passarella   |     |
| 20         | Defensa        | Alberto Tarantini   |     |
| 12         | Centrocampista | Omar Larrosa        |     |
| 6          | Centrocampista | Américo Gallego     | 85' |
| 10         | Centrocampista | Mario Kempes        |     |
| 7          | Delantero      | Daniel Bertoni      | 64' |
| 14         | Delantero      | Leopoldo Luque      |     |
| 16         | Delantero      | Oscar Alberto Ortiz |     |
| Entrenador | Entrenador     | César Luis Menotti  |     |

| 21         | Guardameta     | Ramón Quiroga       |     |
| 2          | Defensa        | Jaime Duarte        |     |
| 3          | Defensa        | Rodulfo Manzo       |     |
| 4          | Defensa        | Héctor Chumpitaz    |     |
| 22         | Defensa        | Roberto Rojas       |     |
| 6          | Centrocampista | Jose Velásquez      | 51' |
| 17         | Centrocampista | Alfredo Quesada     |     |
| 8          | Centrocampista | César Cueto         |     |
| 7          | Delantero      | Juan Muñante        |     |
| 10         | Delantero      | Teófilo Cubillas    |     |
| 11         | Delantero      | Juan Carlos Oblitas |     |
| Entrenador | Entrenador     | Marcos Calderón     |     |

| 13 | Defensa        | Miguel Oviedo | 85' |
| 18 | Centrocampista | René Houseman | 64' |

| 16 | Centrocampista | Raúl Gorriti | 51' |

| Anotado | 21' | Mario Kempes      | 1–0 |
| Anotado | 43' | Alberto Tarantini | 2–0 |
| Anotado | 46' | Mario Kempes      | 3–0 |
| Anotado | 50' | Leopoldo Luque    | 4–0 |
| Anotado | 67' | René Houseman     | 5–0 |
| Anotado | 72' | Leopoldo Luque    | 6–0 |

| Árbitro             | Robert Wurtz      |
| Árbitros asistentes | Ferdinand Biwersi |
| Árbitros asistentes | Sergio Gonella    |

| 5          | Guardameta     | Ubaldo Fillol       |     |
| 15         | Defensa        | Jorge Olguín        |     |
| 7          | Defensa        | Luis Galván         |     |
| 19         | Defensa        | Daniel Passarella   |     |
| 20         | Defensa        | Alberto Tarantini   |     |
| 12         | Centrocampista | Omar Larrosa        |     |
| 6          | Centrocampista | Américo Gallego     | 85' |
| 10         | Centrocampista | Mario Kempes        |     |
| 7          | Delantero      | Daniel Bertoni      | 64' |
| 14         | Delantero      | Leopoldo Luque      |     |
| 16         | Delantero      | Oscar Alberto Ortiz |     |
| Entrenador | Entrenador     | César Luis Menotti  |     |

| 21         | Guardameta     | Ramón Quiroga       |     |
| 2          | Defensa        | Jaime Duarte        |     |
| 3          | Defensa        | Rodulfo Manzo       |     |
| 4          | Defensa        | Héctor Chumpitaz    |     |
| 22         | Defensa        | Roberto Rojas       |     |
| 6          | Centrocampista | Jose Velásquez      | 51' |
| 17         | Centrocampista | Alfredo Quesada     |     |
| 8          | Centrocampista | César Cueto         |     |
| 7          | Delantero      | Juan Muñante        |     |
| 10         | Delantero      | Teófilo Cubillas    |     |
| 11         | Delantero      | Juan Carlos Oblitas |     |
| Entrenador | Entrenador     | Marcos Calderón     |     |

| 13 | Defensa        | Miguel Oviedo | 85' |
| 18 | Centrocampista | René Houseman | 64' |

| 16 | Centrocampista | Raúl Gorriti | 51' |

| Anotado | 21' | Mario Kempes      | 1–0 |
| Anotado | 43' | Alberto Tarantini | 2–0 |
| Anotado | 46' | Mario Kempes      | 3–0 |
| Anotado | 50' | Leopoldo Luque    | 4–0 |
| Anotado | 67' | René Houseman     | 5–0 |
| Anotado | 72' | Leopoldo Luque    | 6–0 |

| Árbitro             | Robert Wurtz      |
| Árbitros asistentes | Ferdinand Biwersi |
| Árbitros asistentes | Sergio Gonella    |

## Goleadores

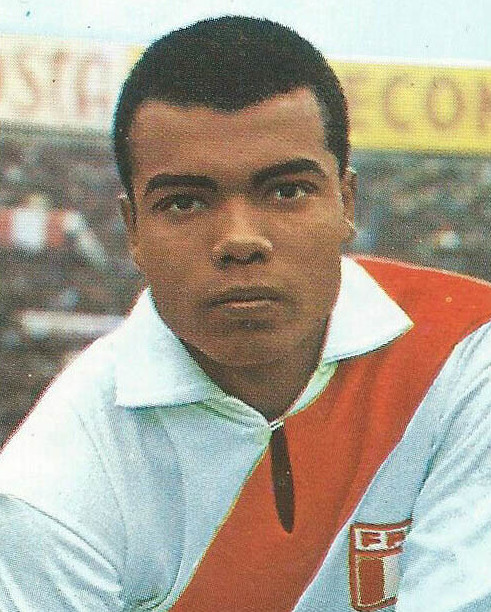
Teófilo Cubillas, goleador de Perú en la Copa del Mundo de 1978.

| Jugador   | Copa Mundial | Clasificatorias | Total |
| --------- | ------------ | --------------- | ----- |
| Cubillas  | 5            | 2               | 7     |
| Oblitas   | 1            | 3               | 4     |
| Velásquez | 1            | 4               | 5     |
| Cueto     | 1            | 0               | 1     |
| Luces     | 0            | 1               | 1     |
| Muñante   | 0            | 1               | 1     |
| Rojas     | 0            | 1               | 1     |
| Sotil     | 0            | 1               | 1     |

## Polémica por el partido entre Perú y Argentina
En el mundial de 1978 los resultados se habían dado de tal manera que Argentina necesitaba ganar a Perú por una diferencia de 4 goles o de lo contrario quedaría eliminada. El resultado tan abultado (6-0) que finalmente permitió a Argentina su pase a la final, así como ciertas circunstancias inusuales, llevaron a distintas personas y protagonistas a declarar que parte del equipo peruano fue presionado o sobornado para perder el partido por una diferencia abultada que permitirá clasificar a Argentina. Otros, por investigaciones recientes, apuntan a que habría existido un acuerdo entre ambos gobiernos en el marco del Plan Cóndor.
Ramón Quiroga, arquero del seleccionado peruano de ese entonces, declaró que algunos de sus compañeros habían actuado "extraños" en el partido, como por ejemplo el defensor Rodulfo Manzo, quien se agachó en el cuarto gol argentino, por lo cual Quiroga señala que "El 'Negro' Manzo no paraba nada, ni él ni la defensa. En el cuarto gol de Argentina, Manzo se agacha y me deja sólo al rematador". Asimismo, resalta la extraña alineación del técnico Marcos Calderón que dejó fuera del partido a varios importantes jugadores.
En 2018 el jugador de la selección José Velásquez sostuvo en una entrevista que seis jugadores peruanos se habrían 'vendido', precisando que "es una realidad que los dirigentes se vendieron y muchos han investigado, hay hasta libros escritos. Que no tenga pruebas, no quiere decir que no haya pasado. Y seis jugadores también se vendieron, pero solo puedo nombrar a 4 porque los otros 2 son famosos y les puedo dañar sus carreras. Los que puedo nombrar son Rodulfo Manzo, Raúl Gorriti, Juan José Muñante y Ramón Quiroga". Asimismo, acusó también al entonces técnico peruano Marcos Calderón por la alineación que planteó el día del partido, señalando que "Un día antes del partido, seis jugadores nos reunimos para decirle al técnico que no tape Quiroga y aceptó. Sin embargo, al día siguiente, lo primero que hace es ponerlo. ¿Qué se puede pensar? ¿Se vendió o no? Otra cosa extraña que pasó es que, habiendo sido yo titular toda la vida y jugando los 90 minutos, me saca en el entretiempo cuando perdíamos 2-0. De ahí, entró Gorriti y llegaron los demás goles. Él me dijo que me sacó porque tenía una tarjeta amarilla pero, ¿a quién le importaba eso si era el último cotejo e íbamos perdiendo?".